# Бустилат
Бустила́т — искусственный клей, предназначенный для приклеивания обоев, ковровых покрытий, асбестоцементных и древесноволокнистых плит, керамических и полимерных плиток, линолеума.
Разработан в 1960-х годах специалистами НИИМосстроя. Среди разработчиков клея — Олег Фиговский, Тамара Лаврова и Евгений Белоусов.
В состав бустилата входят бутадиен-стирольный латекс, мел, загуститель карбоксиметилцеллюлоза (КМЦ), вода, консервант и специальные добавки. Бустилат представляет собой серовато-белую массу сметанообразной консистенции. Плотность клея — около 1,27 кг/л.
В настоящее время существует несколько модификаций бустилата,такие как:
Бустилат-М - представляет собой специальную морозостойкую смесь;
Бустилат-Н - разработан для материалов с плохой адгезией и содержит специальные добавки, повышающие клейкость и уровень прочности клеевого шва;
Бустилат-Д - обладает усиленной прочностью и служит специально для монтажа тяжелых материалов или для поклейки на подоснову;
Бустилат-Люкс - служит для приклеивания полимерных материалов.